# Малостранское кладбище

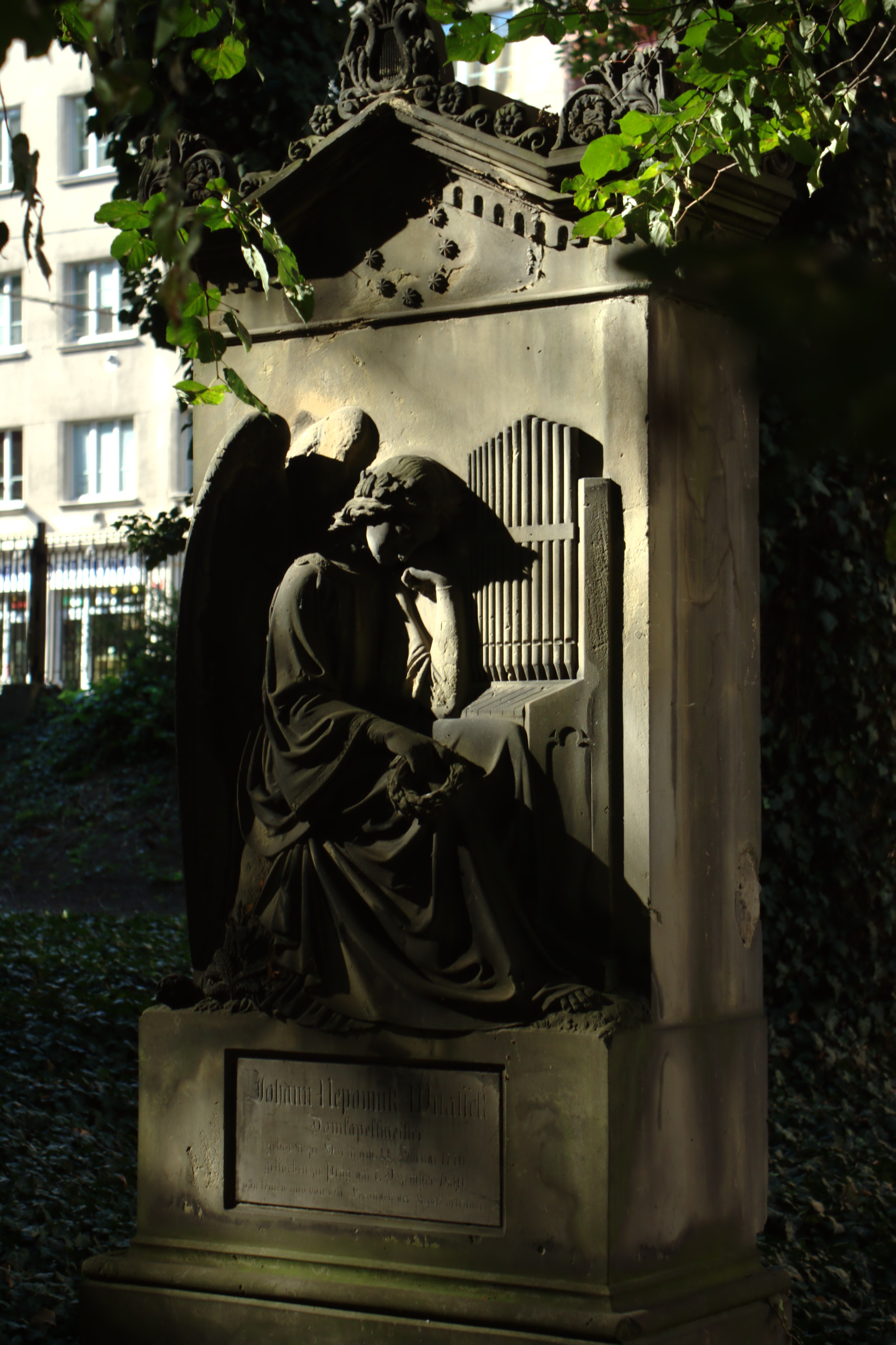
Памятник на могиле композитора Я. Витасека на Малостранском кладбище

Малостранское кладбище (чеш. Malostranský hřbitov) — историческое кладбище в центральном районе Смихов (Прага 5), Чехия.
Название получило от исторического района Праги — Мала-Страна или Пражский малый град, расположенный ниже Градчан и соединённый с ядром города Карловым мостом. Место погребения многих известных общественных и культурных деятелей.
Малостранское кладбище интересно исключительным собранием надгробных памятников конца XVIII — первой половины XIX веков, представляющих собой ценные образцы ампирной и классицистической скульптуры работы таких известных мастеров, как В. Прахнер, Игнац Платцер Младший и братья Макс.

## История

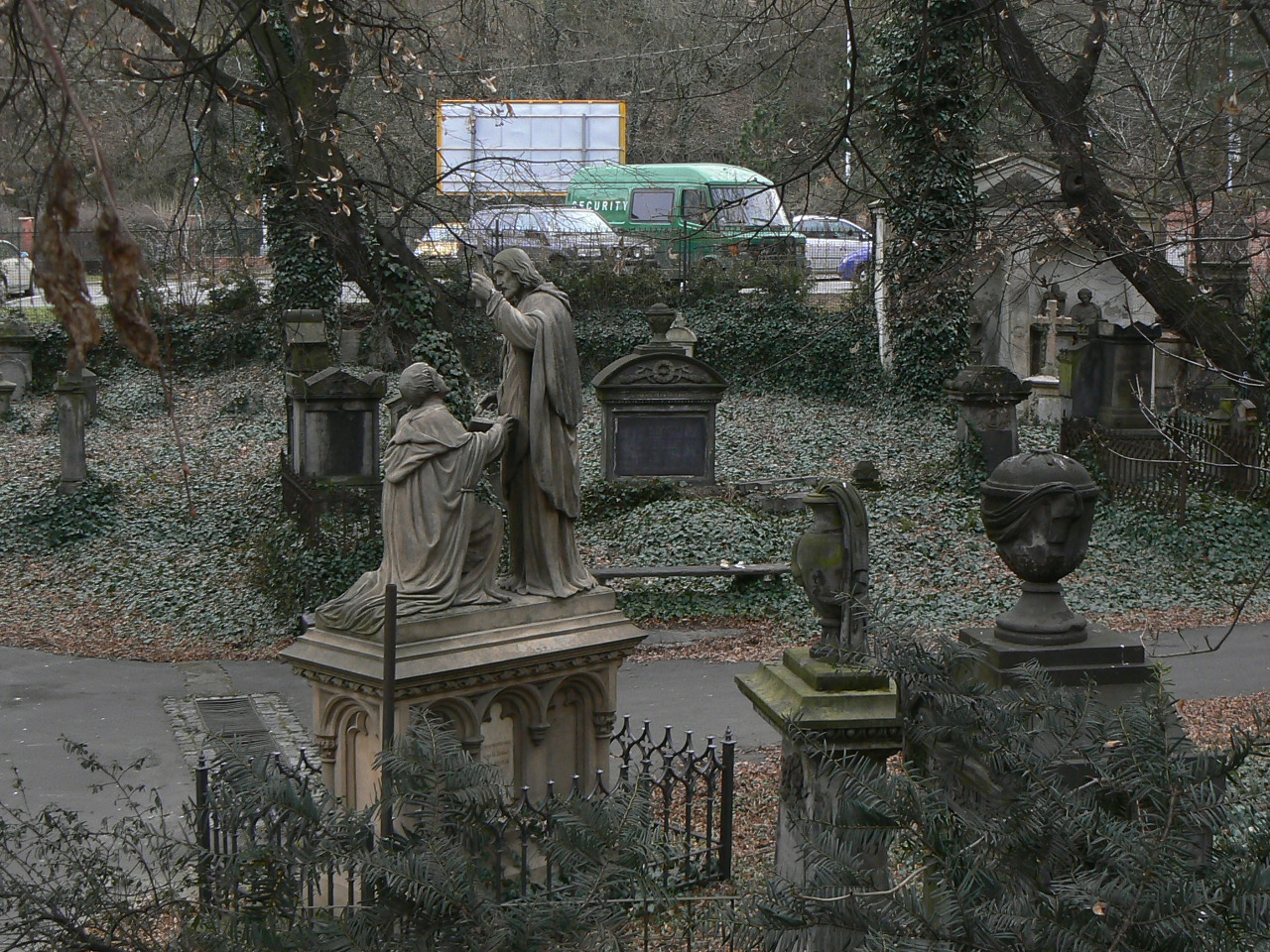

Малостранское кладбище возникло в 1680 году возле костела св. Вацлава, возле которого стали хоронить жертв эпидемии чумы. Одним из первых здесь был похоронен епископ, писатель-полемист, историк, представитель барокковой историографии времен Контрреформации Томаш Пешина из Чехорода, умерший от заразы.
В 1703 здесь была построена часовня в честь Святого Роха, защитника от чумы и других морных заболеваний, в 1715 — часовня св. Троицы, затем в 1831—1837 — костëл Пресвятой Троицы, построенный в стиле ампир.
После реформ императора Иосифа II, запретившего хоронить умерших от чумы в пределах города, оно стало общим коммунальным кладбищем Малой Стороны и Градчан.
В 1863 значительно расширено, но уже в 1884 году, из-за интенсивной жилищной застройки вокруг, кладбище было закрыто.

## Известные личности, похороненные на кладбище
- Динценхофер, Килиан Игнац (1689—1751) — архитектор эпохи барокко.
- Манес, Антонин (1784—1843) — чешский художник эпохи романтизма. Профессор пейзажной живописи в пражской Академии художеств.
- Манес, Вацлав (1793—1858) — чешский художник.
- Пельцль, Франтишек Мартин (1734—1801) — историк, лингвист, представитель чешского национального Возрождения, один из «будителей».
- Платцер, Игнац Франтишек (1717—1787) — чешский скульптор и резчик.
- Пфлегер-Моравский, Густав (1833—1875) — чешский поэт, драматург, переводчик и писатель.
- Эрбен, Карел Яромир (1811—1870) — чешский писатель, поэт, переводчик, историк литературы и собиратель чешского фольклора.